# Johnny Bratton
Johnny Bratton (* 9. September 1927 in Little Rock, Arkansas; † 15. August 1993) war ein US-amerikanischer Boxer im Weltergewicht. Im Jahre 1951 hielt er sowohl den universellen als auch den Weltmeistergürtel des Verbandes NBA.